# 厄尔·拉博
厄尔·吉恩·拉博（英語：Earle Gene Labor，1928年3月3日—2022年9月15日），美国文学学者，路易斯安那百年学院荣誉教授。知名于对杰克·伦敦的研究。

## 生平
曾就读于南方卫理公会大学，1949年和1952年分别获得学士学位和硕士学位。他曾在美国海军服役，1955年进入路易斯安那百年学院工作。1961年获得威斯康星大学麦迪逊分校文学博士学位。1966年在犹他州立大学担任客座教授。1974年在丹麦奥胡斯大学担任富布赖特讲师，在西欧首次开设杰克·伦敦研究课程。2016年出版回忆录《遥远的音乐》。2022年9月15日逝世。 